# Слонови памте
Слонови памте је детективски роман британске списатељице Агате Кристи први пут објављено 1972. године. У њему се појављују њен белгијски детектив Херкул Поаро и Аријадна Оливер. Ово је био последњи роман у ком су се појављивали њих двоје заједно, иако га је наследио роман Завеса: Поароов последњи случај који је написан почетком 1940-их, али је последњи објављен. Роман Слонови памте бави се сећањима и усменим сведочењењ.

## Радња
На књижевној вечери, Аријадни Оливер обраћа се извесна госпођа Бартон-Кокс чији је син Дезмонд верен са Оливерином кумицом Силијом Рејвенскрофт. Госпођа Бартон-Кокс доводи у питање истину о смрти Силијиних родитеља. Дванаест година раније, Оливерина блиска школска другарица Маргарет Рејвенскрофт и њен супруг генерал Алистер Рејвенскрофт пронађени су мртви у близини свог каштела у Оверклифу. Обоје су били упуцани из револвера који је пронађен између њихових тела на којем су били само њихови отисци. Истрага о њиховој смрти показала је да је немогуће утврдити да ли је реч о двоструком самоубиству или је једно од њих убило оно друго и потом извршило самоубиство. Њихова смрт оставила је Силију и још једно дете без родитеља. Након саветовања са Силијом, госпођа Оливер позива свог пријатеља Херкула Поароа да реши ствар.
Поаро и госпођа Оливер настављају да се састају са старијим сведоцима повезаним са случајем које називају „слонови“ и откривају да је Маргарет Рејвенскрофт поседовала четири перике, да је пас Рејвенскрофтових био одан породици, али је ујео Маргарет неколико дана пре њене смрти, да је Маргарет имала једнојајчану сестру близнакињу Доротеу која је провела време у бројним психијатријским установама и за коју се верује да је била умешана у два насилна догађаја у Азији, међу којима је и утапање њеног малолетног сина након смрти њеног мужа и да је месец дана пре него што је пар умро, Доротеа је ходала у сну и погинула када је пала са литице. Касније, Поаро сазнаје имена гувернаната које су служиле у породици Рејвенскрофт од којих је једна, Зели мохорат, отпутовала у Лозану након смрти пара.
Поаро убрзо скреће пажњу на породицу Бартон-Кокс и сазнаје да је Дезмонд усвојен и да не зна ништа о својој рођеној мајци. Преко свог агента господина Гобија, Поаро сазнаје да је Дезмонд ванбрачни син преминуле глумице Кетлин Фен која је једном имала прељубу са мужем госпође Бартон-Кокс и која је Дезмонду завештала значајно богатство које ће се држати у фонду док он не постане пунолетан или се ожени, а које би припало његовој усвојитељки ако умре. Поаро сумња да госпођа Бартон-Кокс жели да спречи брак Дезмонда и Силије како би задржала коришћење новца, али не налази на доказ да госпођа Бартон-Кокс жели да убије свог сина. На крају почиње да сумња у истину о смрти Рејвенскрофтових и тражи од Зели да се врати у Енглеску да му помогне да то објасни Дезмонду и Силији.
Поаро открива да жена која је умрла са Алистером није била његова жена већ њена близнакиња Доротеа. Месец дана пре смрти она је смртно повредила Маргарет, а Маргарет је натерала свог мужа да обећа да ће заштитити њену сестру од хапшења. Алистер је натерао Зели да му помогне да сакрије истину о смрти своје жене тако што је оставио њено тело у подножју литице и измислио причу да је Доротеа погинула, а затим је Доротеа заузела место његове жене. Иако је заварала послугу Рејвенскрофтових, породични пас није могао да се превари и зато ју је ујео. Месец дана након смрти жене Алистер је убио Доротеу да би је спречио да повреди још некога побринувши се да она држи револвер пре него што буде убијена, а затим је извршио самоубиство. Кад су сазнали чињенице, Дезмонд и Силија су могли заједно да се суоче са будућношћу.

## Ликови
- Херкул Поаро, белгијски детектив
- Аријадна Оливер, прослављена списатељица
- Главни надзорник Гаровеј, истражно лице, сада је у пензији
- Надзорник Спенс, полицајац у пензији
- Господин Гоби, приватни детектив
- Силија Рејвенскрофт, ћерка жртава и једно од многих кумчића госпође Оливер
- Дезмонд Бартон-Кокс, Силијин дечко
- Госпођа Бартон-Кокс, Дезмондова похлепна усвојитељка
- Др. Вилоуби, психијатар усавршен за близанце
- Мадмоазел Русел, бивша гувернанта породице Рејвенскрофт
- Зели Мохорат, још једна бивша гувернанта породице Рејвенскрофт

"Слонови"
- Грофица Џулија Карстерс, друштвена познаница Рејвенскрофтових
- Госпођа Мечам, бивша медицинска сестра у породици Равенсцрофт
- Госпођа Бакл, бивша кућна помоћница Рејвенскрофтових
- Госпођа Розентел, фризерка и бивша власуљарка

## Књижевни значај и пријем
Морис Ричардсон је у чланку за часопис Посматрач 5. новембра 1972. назвао роман „Тихим, али доследно занимљивим лудаком са генијалним монозиготним решењем. Сваки млади слон би био поносан да га је написао“.
Други критичари су били мање афирмативни. Роберт Барнард је назвао роман „Још једно убиство у прошлости при чему нико није могао да се сети ничега јасно, па, на жалост, и ауторка. Једном нам је речено да су генерал Рејвенскрофт и његова супруга (мртви пар) имали шездесет односно тридесет пет година, а касније нам је речено да се он заљубио у сестру близнакињу своје жене 'као младић'. Једном је речено да су се убиство и самоубиство догодили пре десет до дванаест година, а негде петнаест или двадесет. Гомила вијугавих разговора, стотине реченице почиње са 'Па...' Такве ствари се могу десити у животу, али човек то не жели да чита.” Према Кембриџском водичу за женско писање на Енглеском, овај роман је један од „одвратних последњих романа” у којима Кристијева „потпуно губи стисак”.
Роман Слонови памте је цитиран у проучавању које је рађено 2009. године користећи рачунарске науке да би упоредило Кристина ранија дела са каснијим. Оштар пад обима речника и повећање фраза које се понављају и неодређених именица указују да је Кристијева можда патила од неког облика деменције са касним почетком, а можда и од Алцхајмерове болести.

## Помињања других дела
- Лик надзорника Спенса се раније појавио у романима Ко талас ухвати, Смрт госпође Мекгинти и Ноћ вештица. Последња два од ових случајева разматрају се у петом поглављу романа као и случај из романа Пет прасића.
- Господин Гоби је лик који се појављује у многим каснијим романима о Поароу. Иако се није појавио у претходном роману Ноћ вештица, помиње се да је допринео у тој истрази у 21. поглављу тог романа.
- У трећем поглављу госпођа Оливер се радо присећа примерка књиге „Распитајте се о свему“ која је била у власништву њене тетке Алис. Ово је такође књига у чије се примерку налази опорука скривена на забави за Ноћ вештица.

## Прилагођавања

### Филм
Тајландски филм Близнакиња из 2007. године подстрекнут је романом Слонови памте.

### Телевизија
Роман је екранизован као епизода серије Поаро са Дејвидом Сачетом у насловној улози. Епизода је емитована на ITV-у 9. јуна 2013 и касније на веб страници Acorn TV 11. августа 2014, више од годину дана касније. Зои Ванамејкер се вратила у улогу Аријадне Оливер, што је њено пето од укупно шест појављивања у серији. Такође, у епизоди су играли и Грета Скачи (госпођа Бартон-Кокс), Ванеса Кирби (Силија Рејвенскрофт), Ијан Глен (др. Вилоуби) и Фердинанд Кингсли (Дезмонд Бартон-Кокс).
Екранизација је уопштено верна роману, али укључује неке значајне додатке радњи. Најважније, постоји језиво биство у садашњости које Поарот треба да реши што подиже напетост и омогућава напет крај. Радња романа, у коју је укључено удубљивање у прошлост, сведена је на позадинске податке који воде до убиства у садашњости. Ликови као што су господин Гоби, госпођица Лемон, Џорџ, Марлин Бакл (чија мајка постаје домаћица госпође Мечам) и надзорник у пензији Спенс су уклоњени из приче (Спенсов лик је замењен новим ликом Билом), док су ликови Зели Мохорат и мадам Русел спојени.
Уместо да одмах помогне госпођи Оливер у случају Рејвенскрофт, Поаро уместо тога одлучује да истражи убиство оца др. Вилоубија, што је подзаплет који не постоји у роману. Као последица тога, лик др. Вилоубија је знатно проширен. Када је Поаро схватио да др. Вилоуби и његов институт имају везу са Рејвенскрофтовима, Поаро одлучује да реши обе загонетке. У овај подзаплет такође је укључен још један нови лик по имену Мари Мекдермот, девојка ирског порекла која ради као тајница др. Вилоубија и испоставило се да је његова љубавница. На крају се открило да је тај лик ћерка Доротее Џаро и да се свети због окрутног опхођења према професора Вилоубија према њеној мајци (потпуно измишљена варијанта хидротерапије), а такође и за убиство своје мајке (пошто је била у Оверклифу на дан трагедије и чула како генерал Рејвенскрофт смишља своје планове) покушавајући да побије и Силију и Дезмонда. Зели ју је после трагедије одвела у Канаду и морала је да чека тринаест година пре него што је могла да заради довољно новца да отпутује у Енглеску и освети се. Такође, у складу са осталим епизодама, време прича померено је из почетка 1970-их на крај 1930-тих што је довело до анахронизма када је поменута хемотерапија као лек за рак.

### Радио
Роман Слонови памте је прилагођен за ББЦ Радио 4 2006. године, са Џоном Мофатом у улози Поароа и Џулијом Макензи у улози Аријадне Оливер.